# Sistema venoso di Batson
Il sistema o plesso venoso di Batson, anche chiamato plesso venoso epidurale, è un sistema di vene sprovviste di valvole che connette le vene pelviche profonde e toraciche, che drenano il sangue dalla vescica urinaria, dalle mammelle e dalla prostata, ai plessi venosi vertebrali interni e da qui ai corpi vertebrali e al cranio. È parte del sistema venoso cerebrospinale.
Il plesso è chiamato così in onore dell'anatomista Oscar Vivian Batson, che per primo lo descrisse nel 1940.

## Significato clinico
A causa della loro localizzazione e della mancanza di valvole, si ritiene che rappresentino una via di metastatizzazione delle neoplasie, in particolare di quelle che colpiscono organi della pelvi come il retto. Seguendo questa via le metastasi potrebbero raggiungere la colonna vertebrale o il cervello. Ci sono invece minori evidenze cliniche per tumori extra-pelvici, come nel caso del carcinoma del polmone.
Questa via spiegherebbe sedi apparentemente inusitate di metastasi e, tra l'altro, le abbastanza frequenti localizzazioni metastatiche vertebrali. L'incremento anche occasionale di pressione toracica e/o addominale, come nel caso di un colpo di tosse, basterebbe a creare un'inversione del flusso sanguigno in tale plesso, originando una diffusione retrograda di emboli metastatici.